# قراصية
هذه المقلة عن الفصيلة القراصية، هناك مقالة أخرى عن شجيرة القراصية (الخوخ الشوكي) من اللوزيات التي تتبع الفصيلة الوردية.
الفصيلة الحريقية أو القُرَّاصِيَّة أو أنجريات (باللاتينية: Urticaceae) هي فصيلة نباتية. تضم ما بين 54-79 جنسًا أهمها القراص. عائلة القراصية هي عائلة النباتات المزهرة، وجاء الأسم نظراً لأن تلك الزهور في تلك العائلة تلدغ من يمسها.

## من أجناسها
- البيليا (باللاتينية: Pilea)
- القراص (باللاتينية: Urtica)
- حشيشة الزجاج